# Anatole Kitain
Anatole Kitain (ruso Анатолий Китаин; San Petersburgo; 17 de septiembre de 1903 - Orange; 30 de julio de 1980) era un pianista clásico ruso.

## Primeros años
Anatole Kitain nació en San Petersburgo en el seno de una familia de músicos profesionales. Sus hermanos Robert y Boris eran violinistas, y su hermano Alexander también era pianista. Mostró promesas a temprana edad al tocar su propio nocturno ante el asombrado Aleksandr Glazunov a los seis años de edad. Comenzó sus estudios en el Conservatorio de San Petersburgo, pero la inestabilidad política de aquellos tiempos obligó a la familia a cambiarse a Kiev, donde estudió en el conservatorio bajo Sergei Tarnovsky. (Otros pianistas estudiando en el Conservatorio de Kiev entonces incluían a Vladimir Horowitz, Alexander Uninsky y Alexander Brailowsky). Con el tiempo, Kitain llegó a ser estudiante privado de Felix Blumenfeld, junto con Simon Barere y al propio Horowitz.

## Huida
Al haber salido de Rusia en 1923 con su familia, Kitain ganó un premio en el primer Concurso Franz Liszt en Budapest (el primer premio lo ganó Annie Fischer). Kitain se estableció en Francia, pero el estallido de la Segunda Guerra Mundial lo obligó a cambiarse a los Estados Unidos. Sin embargo, el éxito lo eludió allá. En lo que parece un intento de un comienzo nuevo, cambió su nombre en 1944 a Alexander Karinoff, pero dos años después volvió a usar su nombre original. A pesar de cierto éxito con los críticos, quedó opacado por la figura omnipresente de su compañero de estudios, Horowitz.

## Grabaciones
Hizo varias grabaciones en los Estados Unidos, una, con su hermano Robert, y dio su último recital el 22 de octubre de 1963. Murió en Orange, Nueva Jersey en 1980. 
De sus grabaciones europeas solamente subsisten aquellas hechas para la Columbia. Muestran a un pianista de consumada técnica y musicalidad, con mucho parecido con sus contemporáneos, Horowitz y Barere. Es curioso que, mientras que estos últimos alcanzaron fama mundial, Kitain murió en el olvido. Sus grabaciones sugieren que mereciera algo mejor.